# Mindless Self Indulgence
Pour les articles homonymes, voir MSI.
Mindless Self Indulgence, souvent abrégé MSI, est un groupe d'electropunk américain, originaire de New York. Leur musique est formée d'un mélange de hip-hop, punk rock, rock alternatif, electronica, techno et musique industrielle. Le nom du groupe provient d'un album du chanteur Jimmy Urine et de son frère enregistré en 1995.

## Biographie

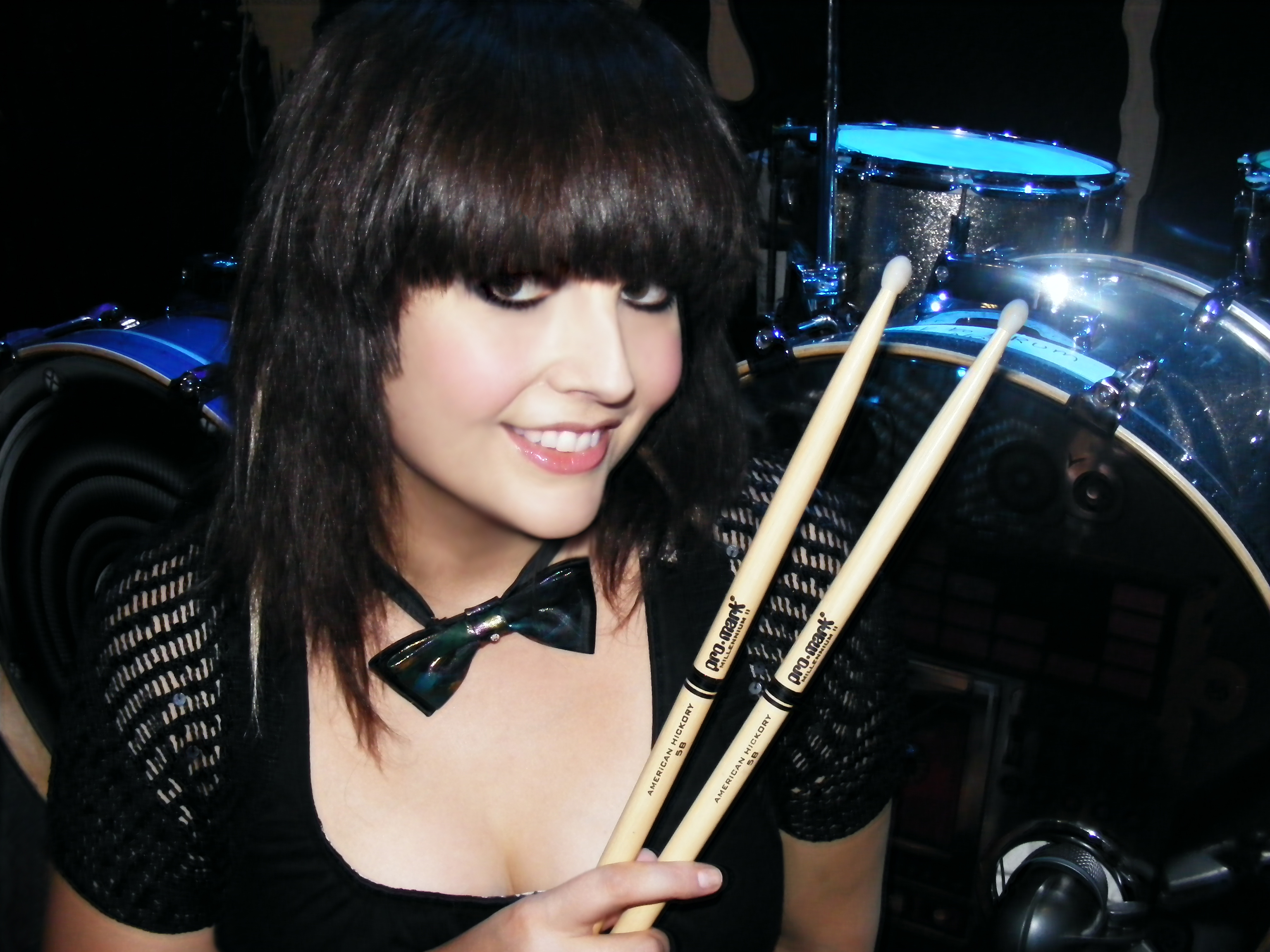
Kitty le 4 octobre 2008.

Mindless Self Indulgence est formé en 1997 lorsque Jimmy Urine est rejoint par Steve et son frère Markus Euringer (plus tard remplacé par Vanessa Y.T puis par LynZ), tous deux guitaristes, et la batteuse Kitty. Ils comptent depuis quatre albums studio, deux EP, un album live, et un DVD live.
En janvier 2009, le groupe fait la une du magazine Kerrang!.
En décembre 2010, ils sortent une bande dessinée intitulée Adventures Into Mindless Self Indulgence relatant des histoires diverses au cours de leurs tournées et des moments importants de la vie du groupe. Le 30 octobre 2011, le groupe annonce le projet d'une tournée aux États-Unis du 3 mars 2012 jusqu'au 1er avril 2012.
En mai 2012, MSI annonce une tournée européenne du 25 octobre au 10 novembre 2012. Un concert est prévu à Paris, en France, le 29 octobre 2012. Le 25 octobre 2012, Jimmy Urine annonce sur Twitter que le groupe annonce qu'un cinquième album pourrait voir le jour en mars 2013 après un appel à financement via Kickstarter. Cette campagne s'étant soldée positivement, un cinquième album appelé How I Learned to Stop Giving a Shit and Love Mindless Self Indulgence, sortira le 13 mars 2013.
Le 9 aout 2021, Jimmy Urine est accusé d'agression sexuelle sur mineur durant la période janvier 1997 à juin 1999, où la victime avait 15 ans et Jimmy 27 ans. Le 26 mars 2024, les charges retenues contre lui ont été abandonnées avec préjudice après que toutes les parties impliquées dans le procès ont accepté une stipulation de non-lieu. 
Le 15 juin 2024, le groupe annonce la sortie d'un nouvel album après 9 ans d'absence. Il s'intitule MSI B-SIDES vol.1 et contient 13 pistes. Il s'agit de chansons qui n'ont pas été rajoutées sur les précédents albums.   

## Membres

### Membres actuels

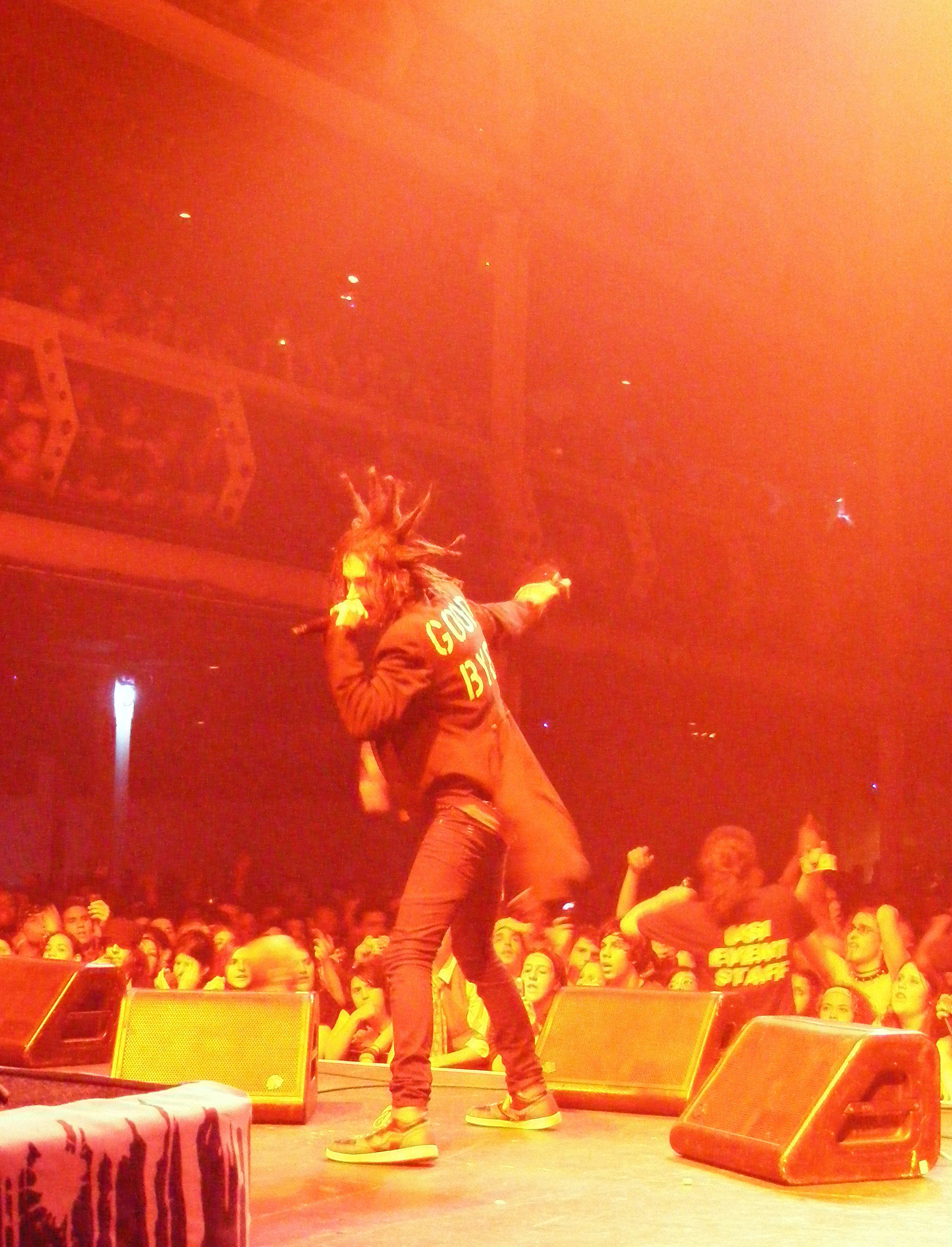
Jimmy Urine sur scène le 27 juin 2008.

- Jimmy Urine (James Euringer) - chant. Il est né le 7 septembre 1969 à New York. Avant la création du groupe, Urine a sorti un album solo nommé Mindless Self-Indulgence. Steve, Righ? a coécrit et joué la chanson Bed of Roses. Urine et Righ? ont aussi enregistré deux albums en tant que side-project en novembre 2010. Urine s'est marié le 18 janvier 2008 à Chantal Claret, chanteuse du groupe Morningwood[7]. Jimmy Urine est présent sur le jeu vidéo Lollipop Chainsaw, où il fait la voix d'un zombie, Zed. Il a également composé une partie de la musique du jeu.
- Steve, Righ? (Steven Montano) - guitare. Il commence à utiliser le nom Steve, Righ? après que quelqu'un lui a demandé à la fin d'un concert « You're Steve, right?... » (« Vous êtes bien Steve ?... »)[réf. nécessaire]. Il est brièvement remplacé par Rob Kleiner du groupe Tub Ring de fin 2004 à début 2005 à la suite d'une opération de la hanche. Steve a également coécrit quelques chansons avec Jimmy Urine, comme Dicks Are for My Friends et Seven-Eleven. Il a écrit les deux dernières chansons de l'album Frankenstein Girls Will Seem Strangely Sexy: Whipstickagostop, Z, et le morceau bonus JX-47 de l'album Tight, sur lesquelles il chante. Le 8 mai 2009, sa femme Lucinda, maquilleuse et esthéticienne originaire de Wolverhampton (Angleterre), donne naissance à leur fille Violet Montano. Steve, Righ? assura aussi la partie vocale de Look Alive, Sunshine, Jet-Star and the Kobra Kid/Traffic Report et Goodnite, Dr Death, chansons du quatrième album de My Chemical Romance, Danger Days: The True Lives of the Fabulous Killjoys, sous le nom de Dr Death Defying.
- Lyn-Z (Lindsey Ann Way, née Ballato) - basse. Née le 22 mai 1976 à Dunoon en Écosse[8], elle déménage à Ledyard, dans le Connecticut, à 6 ans. Elle quitte la maison parentale à 17 ans et emménage à Brooklyn où elle fréquente le Pratt Institute pour y étudier les beaux-arts. Elle travaille ensuite comme étalagiste et a assisté le peintre Ron English à New York. Elle était dans le groupe punk Beg Yer Parton avant de rejoindre MSI. Elle a réussi l'audition pour rejoindre le groupe en 2001 afin de remplacer Vanessa Y.T. Le 4 septembre 2007, à la fin du concert final de la tournée du Projekt Revolution de Linkin Park[9] dans le Colorado, elle se marie à Gerard Way, chanteur de My Chemical Romance[7]. Un membre de l'équipe de Live Nation, qui se trouvait être un pasteur, a dirigé la cérémonie[10]. Lyn-Z et son mari vivent actuellement à Los Angeles. Leur fille, Bandit Lee Way, est née à Los Angeles le 27 mai 2009. Le 13 novembre 2010, elle présente son œuvre intitulée HUSH à la galerie Dark Science dans l'exposition Smile Even If It Hurts à laquelle son amie Jessicka participait également[11]. Le 11 décembre 2010, elle lance son site internet LindseyWay.com présentant une partie de son travail artistique. Elle a récemment contribué à la réalisation d'une œuvre pour le 15e anniversaire de South Park à l'opéra galerie de New York[12].
- Kitty (Jennifer Dunn) - batterie. À l'origine présente en tant que membre temporaire, elle a plus tard été intégrée comme membre permanent. Selon une interview de juillet 2008, Kitty arrêta de jouer de la batterie pendant des années à cause d'un malentendu au collège. Ce n'est que des années plus tard, quand la chance de jouer dans MSI s'offrit à elle, qu'elle reprit ses baguettes.

### Anciens membres
- Vanessa YT - basse. Elle rejoint le groupe à la fin 1997 après que le frère de Jimmy Urine, Markus, a quitté le groupe. Elle part en 2001. Urine affirme d'abord que ce fut pour devenir astronaute, mais avoua plus tard qu'elle avait décidé de s'installer pour fonder une famille. Durant sa participation à MSI, Vanessa contribuera à deux albums studio — Tight et Frankenstein Girls —, trois singles — Bring The Pain, Bitches, et Planet Of The Apes —, et un bonus — Igor's Secret Stash —.
- Markus Euringer - second guitare. Il est aussi le frère de Jimmy Urine. Markus a enregistré l'album éponyme avec son frère cadet en 1995 et a contribué à quelques-unes des premières chansons du groupe. Il quitte le groupe en 1997 pour écrire des romans d'horreur. Durant sa participation à MSI, Markus a contribué à deux albums démo Mindless Self-Indulgence et Crappy Little Demo et à deux albums studio Tight et Frankenstien Girls. Markus peut être aperçu dans un vidéoclip de Tighter, où le groupe joue Grab the Mic au Frying Pan le 21 mars 1997.
- Chauncey - bien que non considéré comme membre officiel, Chauncey (AKA Stage Dog/Good Dog) est un chien empaillé appartenant à Jimmy Urine. Jimmy emmène souvent Chauncey aux concerts, dansant et chantant avec lui. Chauncey a même sa propre page Myspace, qui avait été supprimée pendant un moment par la PETA. Jimmy Urine a récemment déclaré dans une interview pour le magazine Vampire Freaks[réf. nécessaire] que ce serait la dernière fois qu'il prendrait Chauncey en tournée.

## Uppity Cracker
Uppity Cracker est le label indépendant créé par Jimmy Urine et James Galus, que le groupe utilisera pour de nombreuses promos, comme pour Tight, The Left Rights, Alienating Our Audience, et Despierta los Niños. Les albums sortis sous d'autres labels portent aussi l'empreinte Uppity Cracker.

## Discographie

### Albums studio
- 1999 : Tight
- 2000 : Frankenstein Girls Will Seem Strangely Sexy
- 2005 : You'll Rebel to Anything
- 2008 : If
- 2013 : How I Learned to Stop Giving a Shit and Love Mindless Self Indulgence
- 2024 : MSI B-SIDES vol.1

| Année | Nom                                                                   | Label              |
| ----- | --------------------------------------------------------------------- | ------------------ |
| 1999  | Tight                                                                 | Uppity Cracker     |
| 2000  | Frankenstein Girls Will Seem Strangely Sexy                           | Elektra            |
| 2002  | Alienating Our Audience                                               | Uppity Cracker     |
| 2005  | You'll Rebel To Anything                                              | Metropolis Records |
| 2008  | If                                                                    | The End Records    |
| 2011  | Tighter                                                               | The End Records    |
| 2013  | How I Learned To Stop Giving A Shit And Love Mindless Self Indulgence | The End Records    |
| 2015  | Pink                                                                  | Metropolis Records |
| 2024  | MSI B-SIDES vol.1                                                     | UCR, LLC           |

### Albums live
- 2002 : Alienating Our Audience

### Compilation
- 2015 : Pink
- 2020 : God is my son